# Alessandra Neri
Alessandra Neri (Forlì, 10 april 1988) is een Italiaans autocoureur. Tevens is zij commentator bij Formule 1-races voor de zender Sky Italia.

## Carrière
Neri begon haar autosportcarrière in 1997 in het karting, waarin zij tot 2005 actief bleef. In 2006 maakte zij haar debuut in het formuleracing, waarbij zij twee seizoenen uitkwam in de Italiaanse Formule Azzura. Een achtste plaats in het kampioenschap in 2007 was hierbij haar beste resultaat. In 2008 maakte zij de overstap naar de Endurance GT Series. In 2009 kwam zij uit in het Italiaanse GT-kampioenschap en reed ook één race in het Spaanse GT-kampioenschap. In 2010 reed zij in de GTCup van de International GTSprint Series, waarbij ze in 2010 tweede en in 2011 derde werd. Tevens reed zij in 2011 één race in de Europese Trofeo Maserati. In 2012 keerde zij terug naar de Italiaanse GT en werd negentiende in de eindstand.
Na 2012 concenteerde Neri zich meer op haar baan als Formule 1-commentator. In 2016 keerde zij terug in de autosport, waarbij zij debuteerde in de TCR International Series tijdens haar thuisrace op het Autodromo Enzo e Dino Ferrari voor het team B.D. Racing in een Seat León Cup Racer. Zij eindigde de races als tiende en twaalfde, waardoor zij één punt behaalde.